# ليديا كافراكي
ليديا كافراكي (باليونانية: Λυδία Καβράκη)‏ هي عالمة كمبيوتر يونانية درست علوم الحاسوب عند البروفسور نوح هاردينغ وشغلت في وقت لاحق منصب أستاذة الهندسة الحيوية في جامعة رايس ثم أستاذة علم الأحياء الحاسوبي والفيزياء الحيوية في كلية بايلور للطب. ومعروف عنها إسهاماتها الكبيرة في التخطيط الحركي والمعلوماتية الحيوية ولا سيما احتمالية رسم خارطة طرق عن طريق الروبوت وإمكانية تحريكه والتحكم فيه ودمج علم البيولوجيا الجزيئية فيه من أجل تطويره وتطوير الذكاء الاصطناعي الذي يعتمد عليه.

## السيرة الذاتية
أنهت كافراكي دراستها الجامعية في جامعة كريت، ثم انتقلت إلى جامعة ستانفورد لمواصلة الدراسات العليا؛ هناك حصلت على درجة الدكتوراه في عام 1995 تحت إشراف جان كلود لاتومب. انضمت إلى كلية رايس في عام 2004.

## الجوائز والأوسمة
في عام 2000 فازت كافراكي بجائزة جريس موراي هوبر عن أعمالها في احتمالية رسم خارطة طرق بالاعتماد على الروبوت. في عام 2002 أدرجتها مجلة بوبيولار ساينس في قائمة «ألمع 10 علماء» ومنحتها جائزة خاصة بها تكريما لها ولإسهاماتها في علم الحاسوب. وفي نفس العام أدرجتها مجلة استعراض التكنولوجيا في القائمة السنوية لـ 35 مبدعاً تحت سن الخامسة والثلاثين. في عام 2010 انتخب كزميلة في رابطة مكائن الحوسبة بفضل «مساهماتها في التخطيط للحركة الروبوتية وتطبيقها على علم الأحياء الحسابي.» كما انتخبت كزميلة في جمعية النهوض بالذكاء الاصطناعي، ومن الرابطة الأمريكية لتقدم العلوم. وفي عام 2015 فازت بجائزة الريادة التقنية من معهد أنيتا بورغ. في عام 2017، تم تكريم كافراكي من قبل رابطة مكائن الحوسبة بعد أن ألقت محاضرة حول التقنية في جماعة أثينا، كما احتُفل بها باعتبارها مرأة باحثة قدمت إسهامات جوهرية في علوم الكمبيوتر.